# Felix Ortel
Felix Ortel (* 13. Juni 1852 in Magdeburg; † 26. Januar 1940 in Bremen) war Reichsbankdirektor und Mitglied des Deutschen Reichstags.

## Leben
Ortel besuchte Schulen in Torgau und Posen. Er erlernte das Bankgeschäft und war ab 1875 Beamter der Preußischen Bank und später Reichsbankdirektor. 1922 veröffentlichte er eine Schrift mit dem Titel Reichsgoldstelle: Ein Vorschlag zur Schaffung eines Wertmessers für unser Geldwesen und zur Stabilisierung der Papiermark.
Er war Hauptmann der Landwehr und im Deutsch-Französischen Krieg 1870/71 im Infanterieregiment Nr. 46. Auch war er Träger der Landwehr-Dienstauszeichnung I. Klasse, der Kriegsdenkmünze 1870/71, der Centenarmedaille und des Roten Adlerordens IV. Klasse.
Von September 1905 bis 1912 war er Mitglied des Deutschen Reichstags für den Wahlkreis Marienwerder 4 (Thorn, Kulm, Briesen) und die Nationalliberale Partei.